# Cabinet Voigt
État libre de Thuringe
Ramelow II 
Le cabinet Voigt (en allemand : Kabinett Voigt) est le gouvernement de l'État libre de Thuringe depuis le 13 décembre 2024, sous la 8e législature du Landtag.
Il est dirigé par le chrétien-démocrate Mario Voigt et formé après les élections régionales du 1er septembre 2024. Il se compose de neuf ministres, dont deux porte le titre de vice-ministre-président.
Il est constitué d'une coalition « de la mure » entre l'Union chrétienne-démocrate, l'Alliance Sahra Wagenknecht et le Parti social-démocrate. Minoritaire, il bénéficie de la bienveillance de Die Linke.
Il succède au deuxième cabinet du socialiste démocratique Bodo Ramelow.

## Historique du mandat
Ce gouvernement est dirigé par le nouveau ministre-président chrétien-démocrate Mario Voigt. Il est constitué d'une coalition « de la mûre » entre l'Union chrétienne-démocrate d'Allemagne (CDU), l'Alliance Sahra Wagenknecht - Pour la raison et la justice (BSW) et le Parti social-démocrate d'Allemagne (SPD). Ensemble, ils disposent de 44 députés sur 88, soit 50 % des sièges du Landtag. Il bénéficie de la bienveillance de Die Linke, qui dispose de 12 députés.
Il est formé à la suite des élections régionales du 1er septembre 2024.
Il succède donc au second gouvernement du socialiste démocratique Bodo Ramelow, constitué d'une coalition rouge-rouge-verte minoritaire entre Die Linke, le Parti social-démocrate et l'Alliance 90/Les Verts (Grünen).

### Négociations et formation
Lors des élections régionales, l'Alternative pour l'Allemagne (AfD) remporte la majorité relative. Elle devance l'Union chrétienne-démocrate, tandis que la coalition sortante est en très fort recul et que l'Alliance Sahra Wagenknecht réalise une percée. Aussi bien le chef de file de l'AfD Björn Höcke que celui de la CDU Mario Voigt revendiquent de former le prochain gouvernement, et le ministre-président sortant Bodo Ramelow indique qu'il apporte son soutien à Mario Voigt.
Le 30 septembre, l'Union chrétienne-démocrate, l'Alliance Sahra Wagenknecht et le Parti social-démocrate entreprennent des discussions exploratoires pour envisager de constituer une coalition « de la mûre » (en référence à leurs couleurs noir, pourpre et rouge), qui ne dispose pas d'une majorité absolue avec 44 députés sur 88. Les trois partis annoncent le 29 octobre que leurs entretiens ont été fructueux et qu'ils vont désormais entamer des négociations de coalition. Le contrat de coalition est présenté le 22 novembre suivant puis ratifié le 30 novembre par la CDU, le 7 décembre par la BSW et le 9 décembre par le SPD.
Manquant d'une voix pour gouverner seule, la coalition propose le 10 décembre à Die Linke une entente pour la traiter comme une « opposition constructive » en l'impliquant dans les discussions budgétaires et législatives ainsi qu'en instaurant des entretiens mensuels. Mario Voigt présente cette configuration comme un « format 3+1 ». En dépit du souhait exprimé par Die Linke, les trois partis ne lui remettent pas de proposition d'accord écrit, du fait d'une règle interne à la CDU qui lui interdit en principe de collaborer avec Die Linke.
Mario Voigt est élu ministre-président le 12 décembre par 51 voix favorables grâce au renfort d'une partie des députés de Die Linke. Il forme son gouvernement de neuf ministres, dont deux vice-ministres-présidents, le lendemain.

## Composition
| Fonction                                                                                                  | Titulaire | Titulaire          | Parti |
| --- | --------- | ------------------ | ----- |
| Ministre-président                                                                                        |           | Mario Voigt        | CDU   |
| Première vice-ministre-présidente Ministre des Finances                                                   |           | Katja Wolf         | BSW   |
| Deuxième vice-ministre-président Ministre de l'Intérieur, des Communes et du Développement régional       |           | Georg Maier        | SPD   |
| Ministre des Affaires fédérales et européennes, des Sports et du Volontariat Directeur de la chancellerie |           | Stefan Gruhner     | CDU   |
| Ministre de l'Économie, de l'Agriculture et du Milieu rural                                               |           | Colette Boos-John  | CDU   |
| Ministre de l'Environnement, de l'Énergie, de la Protection de la Nature et des Forêts                    |           | Tilo Kummer        | BSW   |
| Ministre de la Justice, des Migrations et de la Protection des consommateurs                              |           | Beate Meißner      | CDU   |
| Ministre des Affaires sociales, de la Santé, du Travail et de la Famille                                  |           | Katharina Schenk   | SPD   |
| Ministre du Numérique et des Infrastructures                                                              |           | Steffen Schütz     | BSW   |
| Ministre de l'Éducation, de la Science et de la Culture                                                   |           | Christian Tischner | CDU   |